# Je reviendrai à Kandara
Pour plus de détails, voir Fiche technique et Distribution.
Je reviendrai à Kandara est un film français réalisé par Victor Vicas en 1956, sorti en 1957, d'après le roman homonyme de Jean Hougron.

## Synopsis
L'enseignant André Barret est de retour d'un pénible échec professionnel à Kandara, l'une des plus anciennes villes du Kenya construite pendant l'ère coloniale, à la fois en zone agricole et cependant dotée de collèges et établissements universitaires. Avec son épouse qui supporte mal cette situation, il obtient un poste en province à Loudun, petite ville du Centre-Ouest de la France. Un soir, le professeur entrevoit l'auteur d'un meurtre dans la pénombre; le cafetier Cordelec est la victime. Dès lors, ses soupçons se portent sur l'un de ses élèves qui vient d'arriver dans sa classe, Bernard Cormière. La tension monte et le professeur se sent menacé. Le jeune homme tente d'attaquer Barret mais ce dernier réplique et parvient à blesser gravement son élève. Il va mourir mais parvient à accuser Barret du meurtre du cafetier avant de rendre l'âme. L'enquête se complique encore car le témoignage de son épouse est ambigu et laisse planer le doute d'un crime passionnel.

## Fiche technique
- Titre : Je reviendrai à Kandara
- Réalisation : Victor Vicas
- Scénaristes : Jacques Companéez, Alex Joffé et Victor Vicas, d'après le roman éponyme de Jean Hougron
- Dialogues : François Boyer, Jean Hougron
- Photographie : Pierre Montazel (Cinémascope, Eastmancolor)
- Décors : Raymond Gabutti
- Son : René Longuet
- Musique : Joseph Kosma
- Montage : Jean Feyte
- Production : Paul Temps
- Société de production : Jad Films
- Pays de production :  France
- Format : Couleur (Eastmancolor) - 2,35:1 - 35 mm - Son mono
- Genre : Film dramatique
- Durée : 95 minutes
- Date de sortie : France - 25 janvier 1957
- Affiche : Boris Grinsson (France)

## Distribution
- Daniel Gélin : Bernard Cormière
- François Périer : André Barret
- Patrick Dewaere (Patrick Maurin) : le petit garçon
- Bella Darvi : Pascale Barret
- Madeleine Barbulée : Mme Lachaume
- Julien Carette : Grindel le gardien de prison
- Robert Dalban : Cordelec
- Claude Carrère : l'interne
- Jean Brochard : le juge d'instruction
- Edmond Ardisson : le buraliste
- Max Dalban : le porteur de journaux
- François Darbon : le commissaire
- Gisèle Grimm : Henriette
- Léon Larive : l'employé à la consigne
- Robert Le Fort : l'ouvrier au commissariat
- Yves-Marie Maurin : un élève
- Marcel Pérès : l'agent
- Colette Régis : Mme Bergamier
- Guy Tréjan : Pélissier
- André Valmy : Rudeau
- Julien Verdier : Lachaume
- Claudy Chapeland : un élève
- Suzy Jéra : Josette
- Henri Coutet
- René Alié
- Édouard Francomme
- Émile Genevois
- Lucien Guervil
- René Hell
- Daniel Mendaille
- Jacques Monod
- Patrick Maurin
- Jean Olivier
- Marcel Rouzé
- Louis Saintève